# Lei Clijsters
Leo Albert Jozef Clijsters, mais conhecido como Lei Clijsters (6 de novembro de 1956 - 4 de janeiro de 2009), foi um futebolista profissional belga, o qual atuou durante a sua carreira como zagueiro. Jogou a maioria da sua carreira no KV Mechelen e fez parte da Seleção Belga de Futebol durante nove anos. Venceu jogando pelo Mechelen a Supercopa Europeia e a Taça de Clubes Vencedores de Taças. Após encerrar sua carreira de jogador, foi treinador entre 1993 e 2008.
Também foi pai das tenistas Kim Clijsters e Elke Clijsters. Foi reportado em fevereiro de 2008 que Clijsters sofria de câncer de pulmão, e o tratamento não foi feito. Um ano depois, faleceu em 4 de janeiro de 2009, com 52 anos.